# ASH&Dコーポレーション
ASH&Dコーポレーション（アッシュアンドディコーポレーション）は、日本の芸能プロダクション。
本社所在地は、東京都渋谷区宇田川町。1991年9月設立。

## 概要
プロダクション人力舎から独立したシティボーイズの個人事務所としてスタート。会社名は創業者が好きな映画「灰とダイヤモンド」に由来する。
大竹まことらシティボーイズのメンバーがタレントや俳優として個々に活動しているほか、2018年に入ってからは『大恋愛〜僕を忘れる君と』に出演したムロツヨシや、『女芸人No.1決定戦 THE W』で優勝した阿佐ヶ谷姉妹の活躍が目立つようになった。さらに、2024年にはラブレターズが『キングオブコント2024』で優勝を果たしている。
2008年7月から、若手コント芸人が出演する事務所ライブ「東京コントメン」を隔月で開催しており、新人コーナーネタ見せ（ネタがコントで、プロダクションなどと契約のないことが条件）の募集も行っている。
2022年3月いっぱいでムロツヨシが事務所を離れ、4月より「アッシュアンドエー」所属となった。「アッシュアンドエー」の代表は、2021年末でASH&Dコーポレーション社長退任した砂長義雄である。
2022年1月から社長不在となっていたが、同年6月より大竹まことの長男である大竹涼太が代表取締役となっている。

## 現在の所属タレント
- シティボーイズ（大竹まこと、きたろう、斉木しげる）
- 久本朋子
- THE GEESE（尾関高文、高佐一慈）
- ラブレターズ（塚本直毅、溜口佑太朗）
- 阿佐ヶ谷姉妹（渡辺江里子、木村美穂）
- 古関昇悟
- せきしろ
- シンボルタワー（石島毅久、尾内隆二）
- 十九人（ゆッちゃんw、松永勝忢）
- 森来夢
- 伊藤かのん
- 破壊ありがとう（森もり、田中机、木下もくめ）

## 過去の所属タレント
- 中村有志 - 現・ビッグ・ブッキング・エンターテインメント
- ユリオカ超特Q
- 神田山陽
- 木村公一
- みさわ大福
- 田本清嵐 - 現・フリーランス
- ムロツヨシ - 現・アッシュアンドエー[1]
- 夙川アトム

## 関係者
- 大竹涼太 - 代表取締役。大竹まことの実子。阿佐ヶ谷姉妹などを担当[3]。元人力舎社員であり、東京03などを担当。ゴッドタンなどのテレビ番組に、名物マネージャーとして不定期出演。2014年ごろに移籍。2019年より「東京コントメン」MCを務める[4]。2022年に代表取締役へ就任。
- 坂口修 - 元社員。シティボーイズを担当していた。現在は作曲家・音楽プロデューサー・音楽評論家。大瀧詠一の実娘と結婚しており、その縁で大瀧亡き後、大瀧の個人事務所「ザ・ナイアガラ・エンタープライズ」の経営を引き継ぎナイアガラ・レーベルの版権を管理している。